# 임수정 (가수)
임수정(1960년 10월 8일 ~ )은 대한민국 가수, 모델이다.
현재 거주지는 서울특별시이다.

## 학력
- 정읍여자고등학교 졸업

## 데뷔
- 1982년 KBS 드라마 '아내' OST - "연인들의 이야기"

## 가수 활동
- 2014년 "샘물처럼,희원(希願),님의향기"
- 2012년 한국전통가요 여자부분 7대가수상 수상
- 2011년 "소중한당신"
- 2010년 한국전통가요 특별상 수상
- 2009년 "사랑해"
- 2008년 "도약"
- 2007년 "타인반 여인반"
- 2005년 "놓칠 수 없는 사랑"
- 1989년 "당신께 맡깁니다"
- 1986년 "슬픔은 남아 있어도"
- 1986년 "그대의침묵,비와연인"
- 1984년 "또 하나의 인연"
- 1983년 "사슴여인"
- 1982년 "연인들의이야기"

## 방송 출연
- 1987년 5월 6일 KBS "퀴즈탐험 신비의 세계"